# Ci vuole un gran fisico
Ci vuole un gran fisico è un film del 2013 diretto da Sophie Chiarello.
La pellicola, con protagonista Angela Finocchiaro, è stata girata a Torino.

## Trama
Eva fa la commessa nel reparto profumeria di un grande magazzino e sta per compiere 50 anni; la sua vita si divide tra l'ex marito Gino, immaturo e scroccone, la figlia Francesca, con la quale ha un rapporto più che conflittuale, l'anziana madre Lidia, che non vuole arrendersi alla propria età, e un perfido direttore, Pagliai, che le rende la vita lavorativa impossibile. Un improbabile angelo della menopausa la aiuterà a ristabilire le priorità e a ritrovare la fiducia.